# Heteroscodra crassipes latithorax
Heteroscodra crassipes latithorax is een spinnenondersoort in de taxonomische indeling van de vogelspinnen (Theraphosidae).
Het dier behoort tot het geslacht Heteroscodra. De wetenschappelijke naam van de soort werd voor het eerst geldig gepubliceerd in 1920 door Embrik Strand.